# Alluitsup Paa Heliport
Alluitsup Paa Heliport (IATA: LLU, ICAO: BGAP) er en grønlandsk heliport beliggende i Alluitsup Paa (Sydprøven) med et asfaltlandingsområdde på 20 m x 60 m. I 2008 var der 962 afrejsende passagerer fra heliporten fordelt på 213 starter (gennemsnitligt 4,52 passagerer pr. start).
Alluitsup Paa Heliport drives af Mittarfeqarfiit, Grønlands Lufthavnsvæsen. Statens Luftfartsvæsen fører tilsyn med heliporten.

## Eksterne links
- AIP for BGAP fra Statens Luftfartsvæsen Arkiveret 24. februar 2012 hos  Wayback Machine